# Якусё, Кодзи
Кодзи Якусё (яп. 役所 広司 Якусё Ко:дзи) — японский актёр.

## Биография
Настоящее имя — Кодзи Хасимото (яп. 橋本 広司 Хасимото Ко:дзи). Родился 1 января 1956 года в городе Исахая префектуры Нагасаки. Младший из пяти братьев. Снимается в Японии и Голливуде. Наиболее известен по ролям в фильмах Сёхэя Имамуры, Такаси Миикэ и Киёси Куросавы. Также снимался в главной роли в советско-японском фильме «Под северным сиянием».
В 2023 году получил приз за лучшую мужскую роль Каннского кинофестиваля за роль уборщика туалетов Хираямы в фильме Вима Вендерса «Идеальные дни».

## Фильмография
- 2023 — Идеальные дни / Perfect Days — Хираяма
- 2017 — Третье убийство / 三度目の殺人 — Мисуми Такаси
- 2015 — Император в августе / 日本のいちばん長い日 — военный министр Японии Корэтики Анами
- 2012 — Полное доверие / 終の信託 — Синдзо Эги
- 2011 — Харакири / 命— Кагэю
- 2011 — Атака на Пёрл-Харбор / 聯合艦隊司令長官 山本五十六 — адмирал Исороку Ямамото
- 2010 — 13 убийц / 十三人の刺客 — Синдзаэмон Симада
- 2007 — Шёлк / Silk — Хара Дзюбэй
- 2006 — Возмездие[англ.]
- 2006 — Улетный отель[англ.] / THE 有頂天ホテル
- 2006 — Вавилон / Babel — Ясудзиро Ватаи
- 2005 — Lorelei: The Witch of the Pacific Ocean / ローレライ trailer
- 2005 — Мемуары гейши / Memoirs of Geisha
- 2004 — Университет смеха[англ.]
- 2004 — Lakeside Murder Case
- 2004 — The Hunter and the Hunted
- 2003 — Fireflies: River of Light
- 2003 — Doppelganger
- 2002 — The Choice of Hercules
- 2001 — Пульс / 回路 — капитан корабля
- 2001 — Тёплая вода под красным мостом / 赤い橋の下のぬるい水
- 2000 — Swing Man
- 2000 — Seance (TV)
- 2000 — Эврика[англ.]
- 2000 — Dora-heita
- 1999 — Spellbound
- 1999 — Харизма[англ.] / カリスマ
- 1999 — License to Live
- 1998 — Tadon to chikuwa
- 1998 — Kizuna
- 1997 — Угорь / うなぎ — Такуро Ямасита, клерк
- 1997 — Bounce ko gals
- 1997 — Исцеление / キュア — Кэнъити Такабэ, детектив
- 1997 — Paradise Lost
- 1996 — Sleeping Man / 眠る男
- 1996 — Давайте потанцуем? / Shall we ダンス？ — Сёхэй Сугияма
- 1995 — Kamikaze Taxi
- 1993 — Gurenbana
- 1991 — Takeda Shingen
- 1990 — Под северным сиянием / オーロラの下で / Under Northern Lights
- 1987 — The Great Department Store Robbery
- 1985 — Одуванчик / タンポポ — мужчина в белом костюме
- 1982 — The Legend of Sayo
- 1982 — The Tower of Lilies
- 1979 — Hunter in the Dark